# Rapa (comuna)
Rapa é uma comuna da Polinésia Francesa, no arquipélago das Austrais. Estende-se por uma área de 40,61 km², com  497 habitantes, segundo os censos de 2002, com uma densidade de 12 hab/km².